# زونمیر
زونمیر (به هلندی: Zonnemaire) یک منطقهٔ مسکونی در هلند است که در اسخائن-دایفه‌لاند واقع شده‌است. زونمیر ۷۶۸ نفر جمعیت دارد.